# Echinopsis mamillosa
Echinopsis mamillosa es una especie  de plantas en la familia Cactaceae. Es endémica de Bolivia. Es una especie común en lugares localizados.

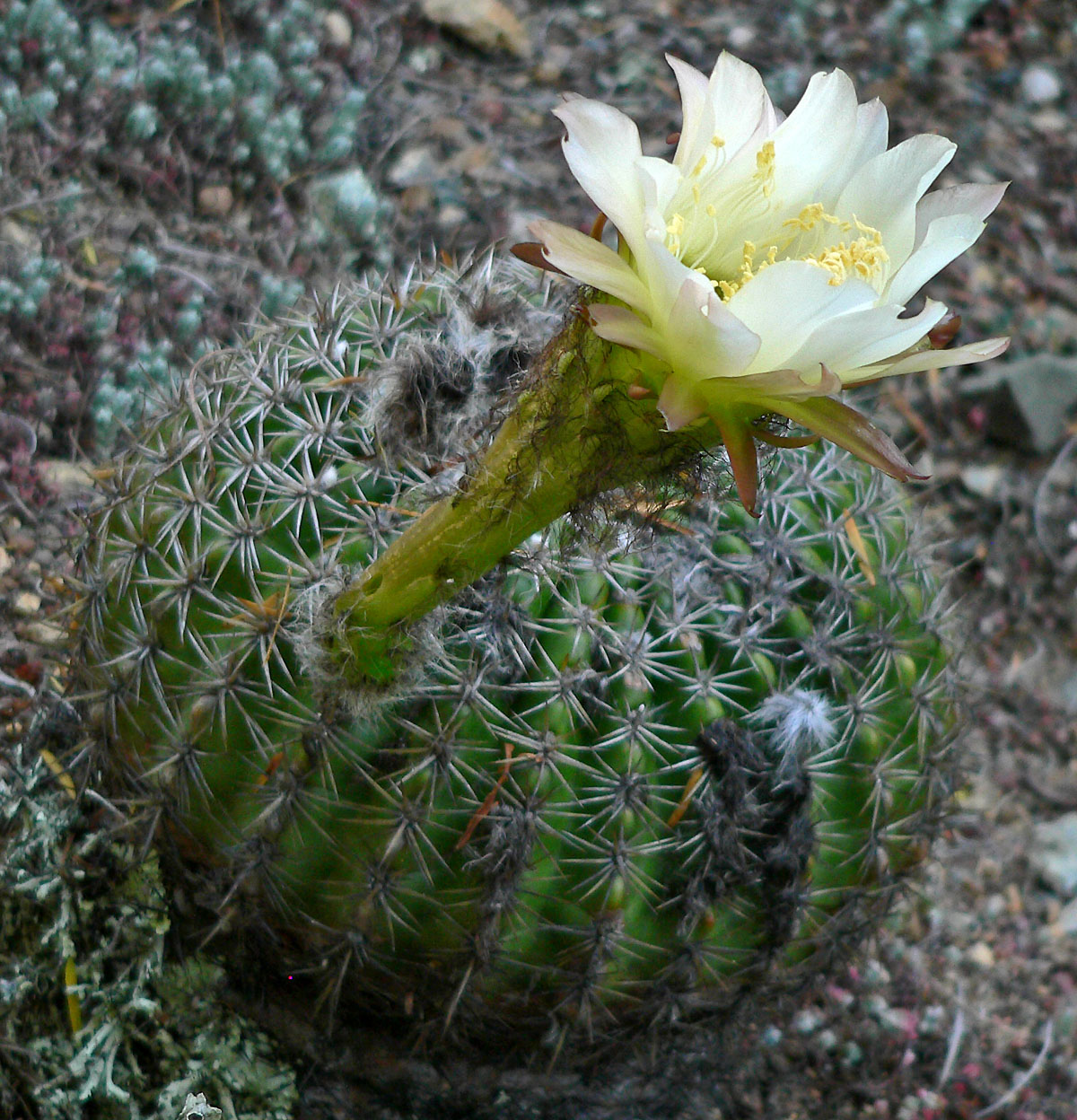
Detalle de la flor

## Descripción
Echinopsis mamillosa crece individualmente. El tallo es globular aplanado a corto cilíndrico, de color verde oscuro brillante con brotes alcanzan  8 cm de diámetro  y una altura de hasta 30 centímetros. Tiene entre 13 y 17 agudas costillas,  que están separadas por profundos surcos. En ellas se encuentran las areolas que son circulares y están hasta 1,2 cm de distancia. de ellas brotan espinas rectas o curvas  de color amarillento y que tienen una punta de color marrón. Las cuatro espinas centrales miden hasta 1 cm de largo. Los ocho a doce espinas radiales tienen una longitud de 0,5 a 1 centímetro. Las flores en forma de embudo y algo dobladad aparecen en las proximidades de la corona del tallo. Son de color blanco o - Echinopsis kermesina - púrpura. Las flores son de 13 a 18 cm de largo y tienen un diámetro de hasta 8 centímetros. Los frutos son esféricos.

## Taxonomía
Echinopsis mamillosa fue descrita por Robert Louis August Maximilian Gürke y publicado en Monatsschrift für Kakteenkunde 17: 135. 1907.
Etimología
Ver: Echinopsis
mamillosa epíteto latino que significa "con pezones".
Sinonimia
- Echinopsis ritteri
- Pseudolobivia kermesina
- Echinopsis kermesina
- Echinopsis herbasii
- Echinopsis roseolilacina
- Echiopsis silvatica
- Echinopsis orozasana F.Ritter[3]